# Фанди (национальный парк)
Национальный парк Фанди (англ. Fundy National Park, фр.  Parc national de Fundy) — национальный парк Канады, основанный в 1948 году у Залива Фанди. Парк находится юго-западнее города Монктон в провинции Нью-Брансуик; площадь — 206 км².
В парке находятся поселения Алма (фр. Alma) около залива Фанди. Разница уровня прилива и отлива составляет 9 метров, это одно из наибольших в мире значений. На территории парка расположены 20 водопадов.
На территории национального парка произрастает 804 вида сосудистых растений, 276 видов мохообразных и более 400 видов лишайников.

В национальном парке зафиксировано 38 видов млекопитающих и 260 видов птиц. Широко распространены американский беляк, бурундук, баклан, белка, хохлатая желна, сапсан, барибал, канадский бобр, белохвостый олень, белокрылый клёст, юнко и др.

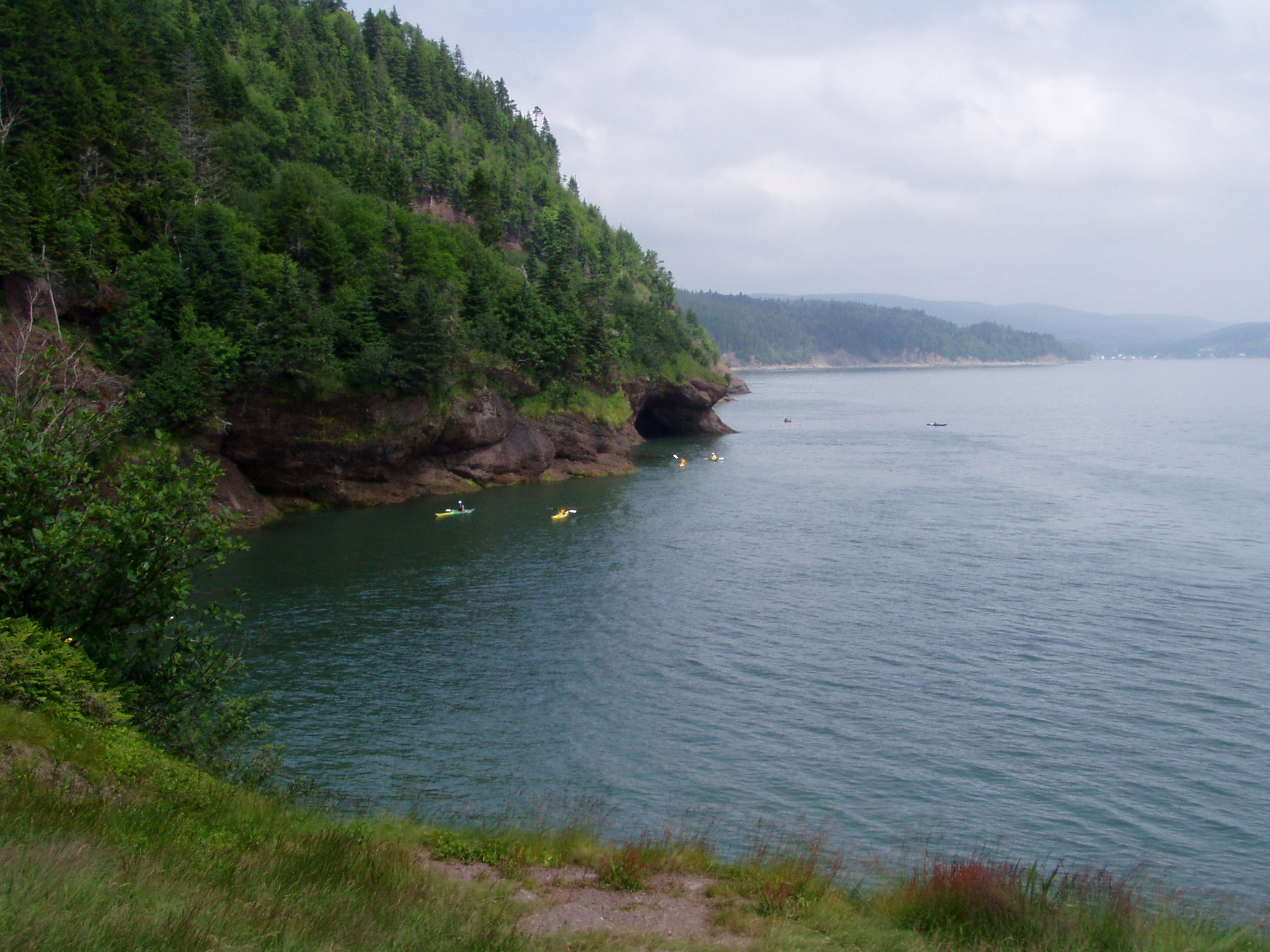
Матхюс-Хед фр.  Matthews Head
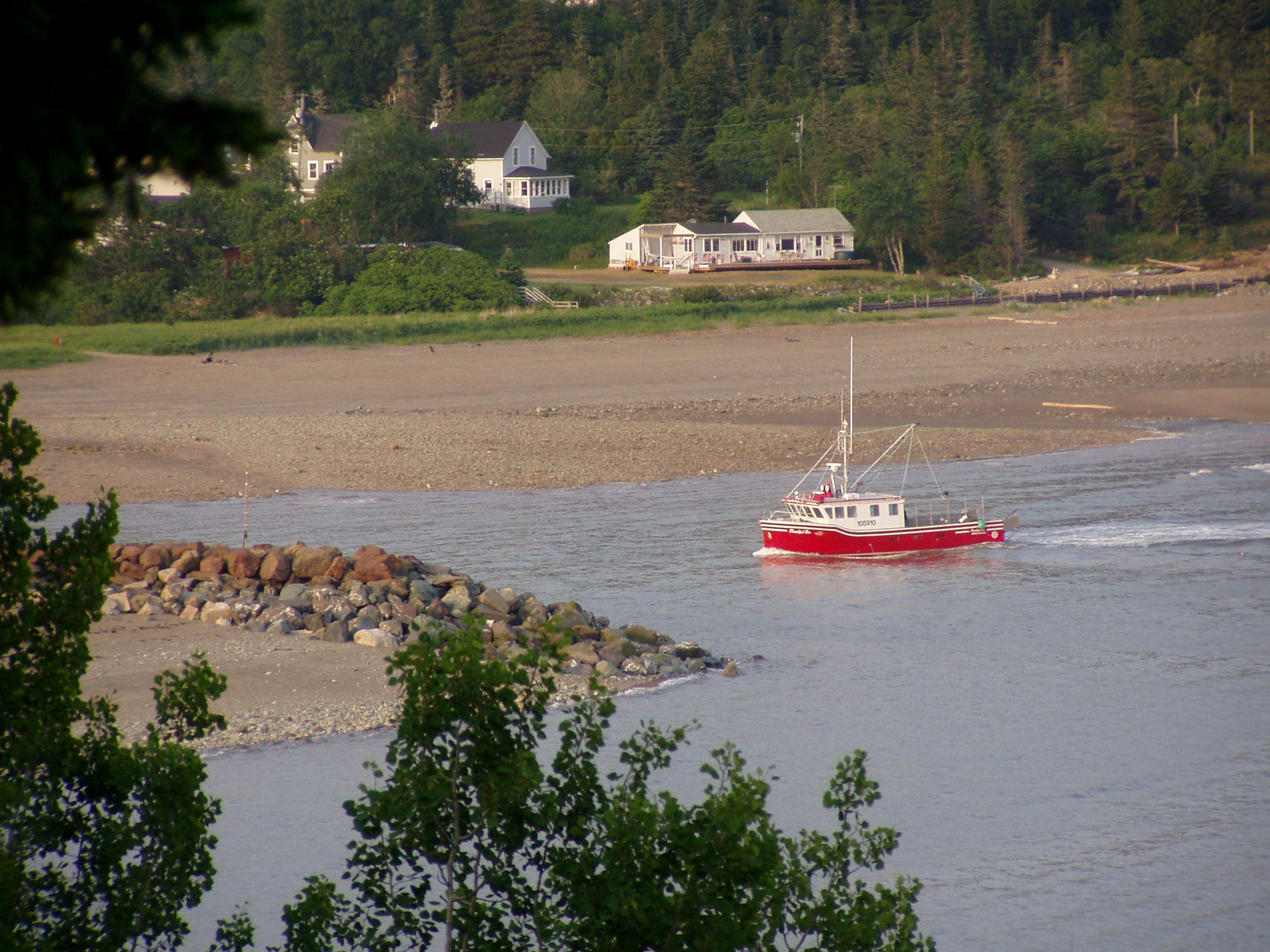
Ле-Порт-д'Алма фр.  Le port d'Alma
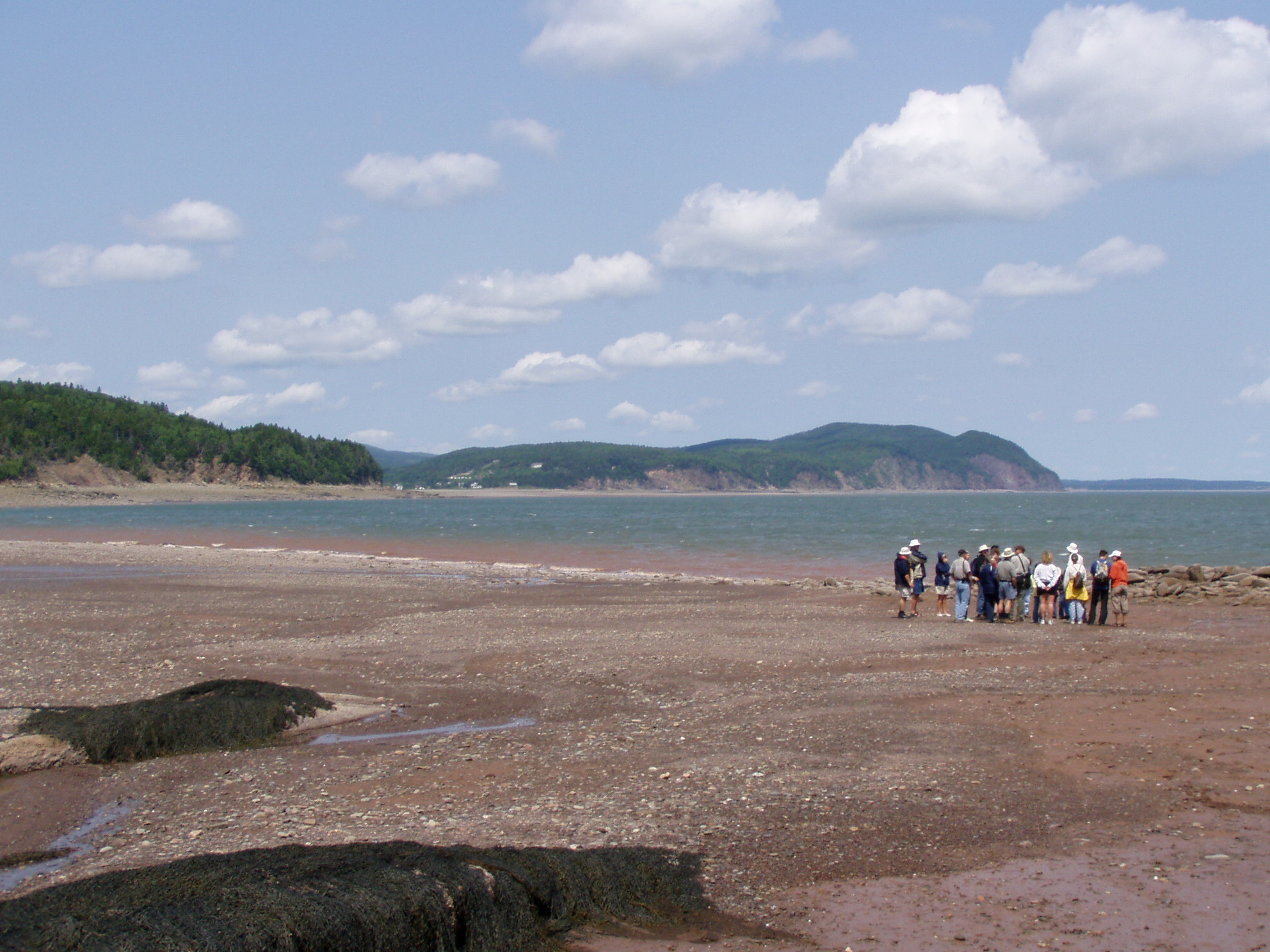
Герринг-Ков фр.  Herring Cove
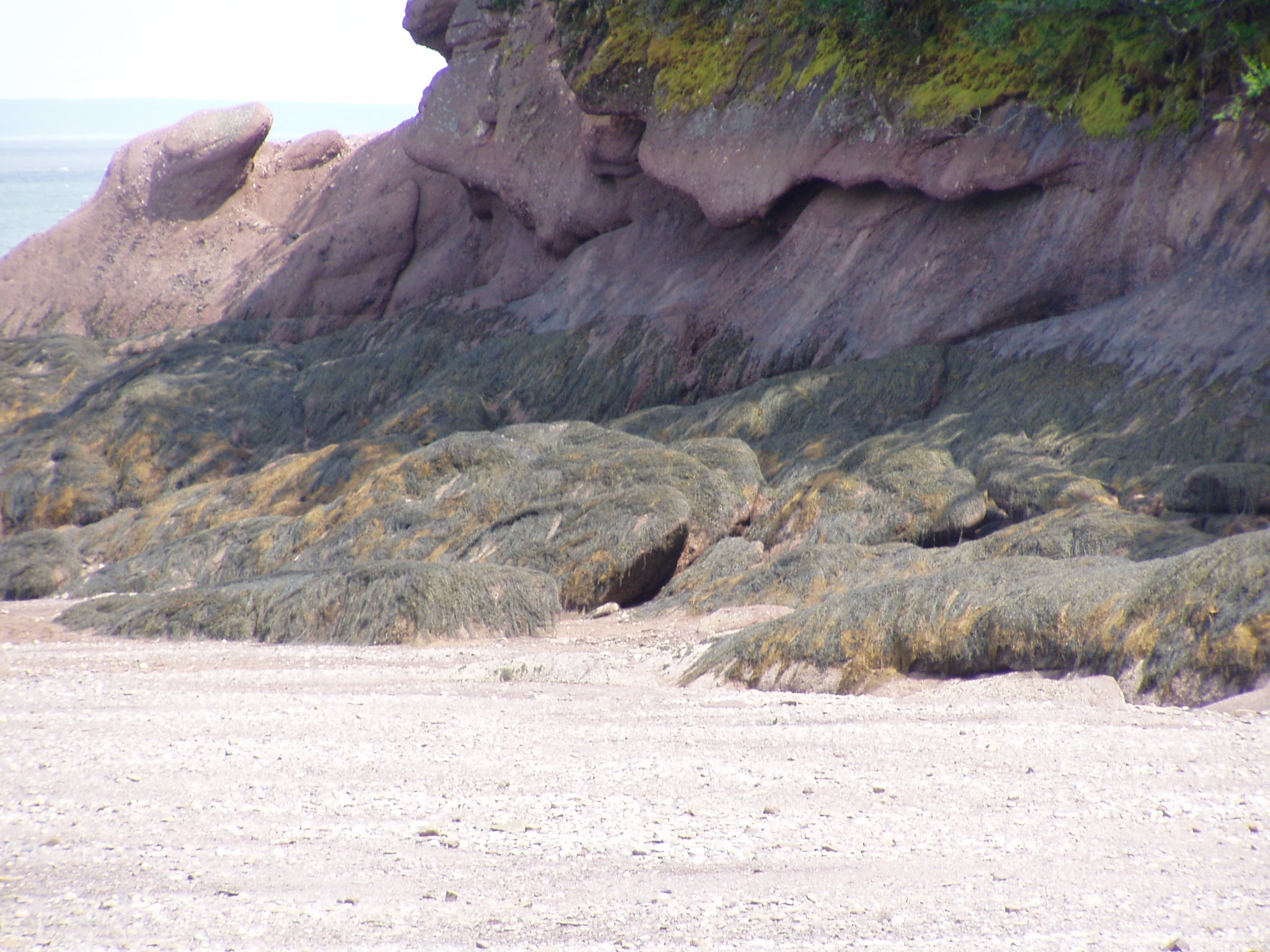
Герринг-Ков фр.  Herring Cove
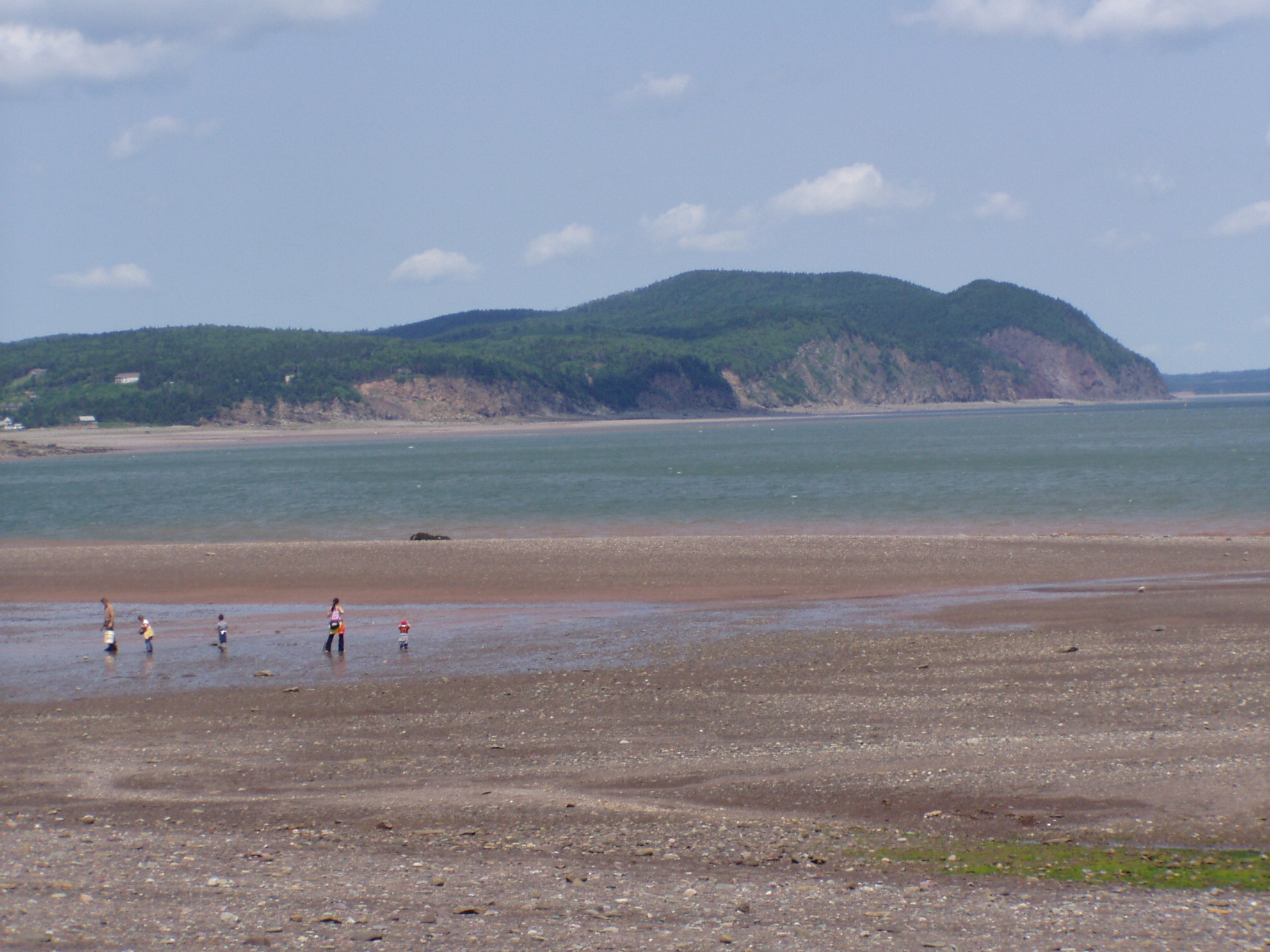
Ле-Плаж-д'Алма во время отлива фр.  Le plage d'Alma à basse marée
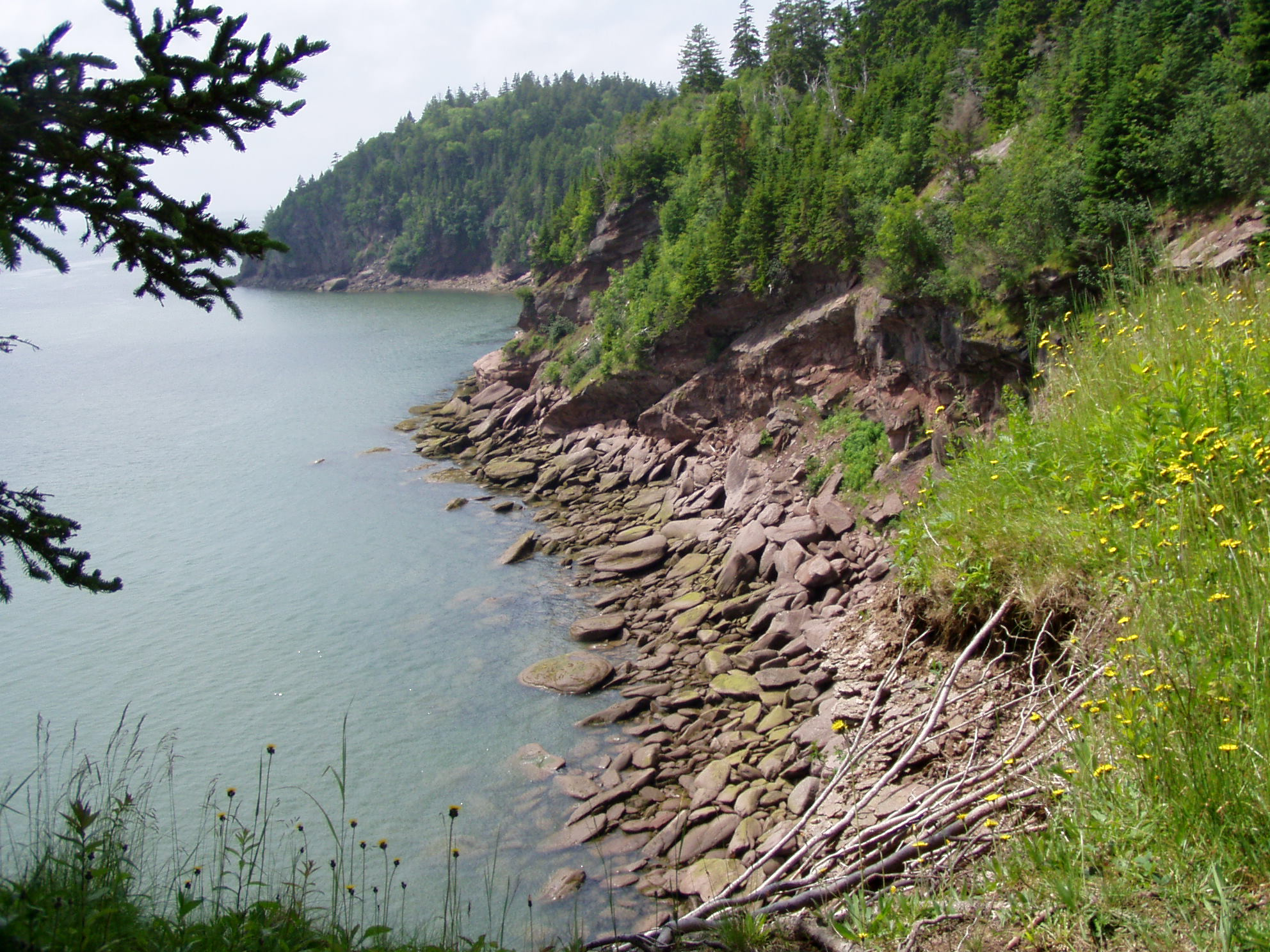
Вид берега фр.  Vue du rivage
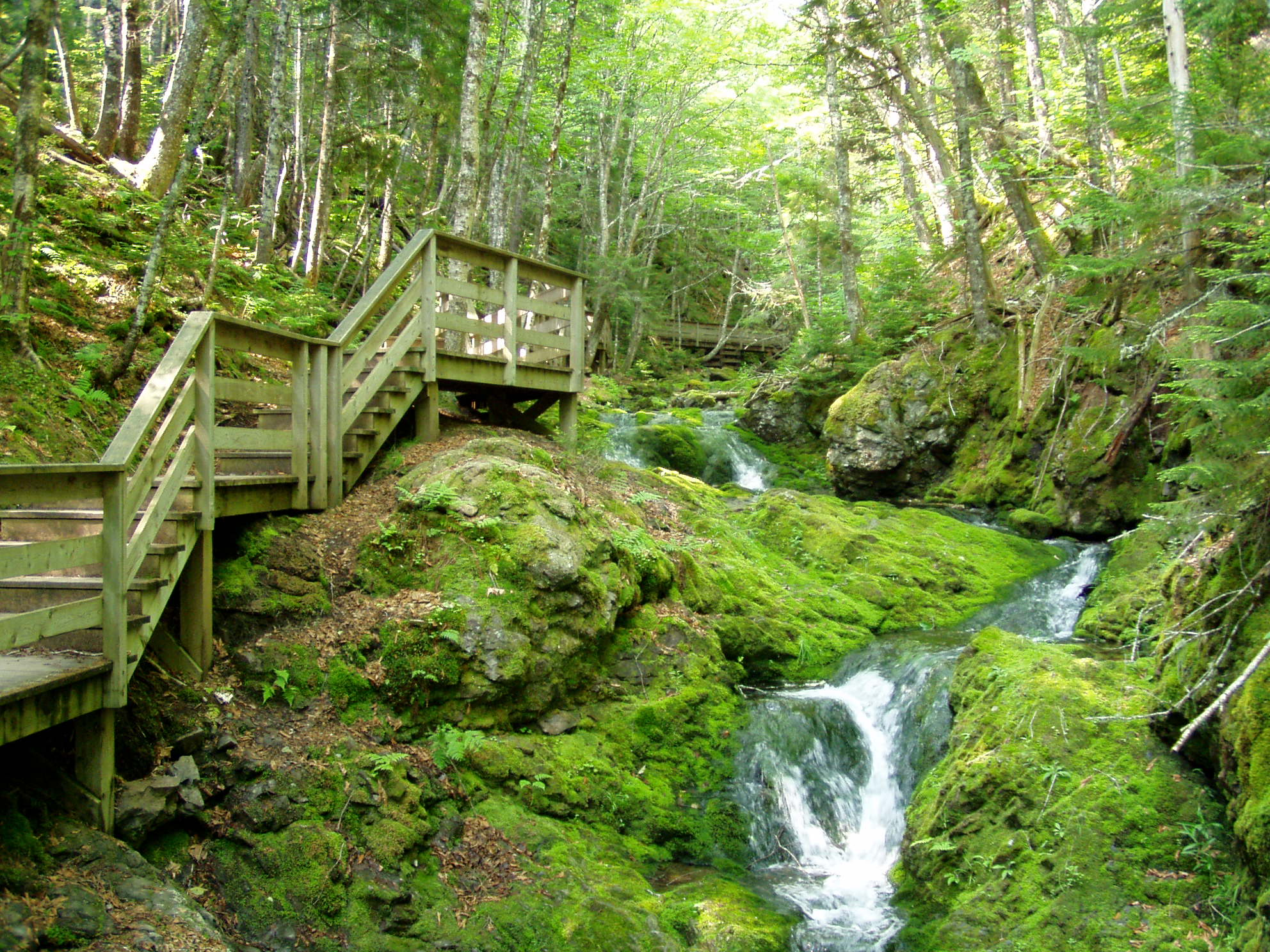
Водопад Диксон фр.  Sentier Dickson Falls